# عوبدیا جرمن
عوبدیا جرمن (به انگلیسی: Obadiah German) سناتور سابق عضو حزب دموکرات-جمهوری‌خواه بود. وی در سال ۱۸۰۹ تا ۱۸۱۵ میلادی سناتور ایالت نیویورک در سنای ایالات متحده آمریکا بود.